# Edmund Grainger
(James) Edmund Grainger, né le 1er octobre 1906 à New York (État de New York), mort le 6 juillet 1981 à Beverly Hills (Californie), est un producteur de cinéma américain.

## Biographie
Edmund Grainger débute au sein de la Fox comme assistant-réalisateur, sur six films sortis de 1927 à 1930. Toujours à la Fox, il produit ses six premiers films en 1931-1932 (ex. : The Gay Caballero d'Alfred L. Werker en 1932, avec George O'Brien et Conchita Montenegro).
Il est ensuite producteur chez Universal de 1934 à 1939 (ex. : Le Rayon invisible de Lambert Hillyer en 1936, avec Boris Karloff et Béla Lugosi), à la Warner de 1940 à 1942, pour Republic Pictures de 1942 à 1949 (ex. : Le Réveil de la sorcière rouge d'Edward Ludwig en 1948, avec John Wayne et Gail Russell), à la RKO de 1951 à 1956 (ex. : Les Diables de Guadalcanal de Nicholas Ray en 1951, avec John Wayne et Robert Ryan), et pour la MGM de 1958 à 1960 (ex. : Celui par qui le scandale arrive de Vincente Minnelli en 1960, avec Robert Mitchum et Eleanor Parker).
De plus, expérience ephémère, il crée sa propre compagnie (Edmund Grainger Productions) qui produit seulement deux westerns, Le Trésor de Pancho Villa de George Sherman en 1955 (avec Rory Calhoun et Shelley Winters), puis L'Or et l'Amour de Jacques Tourneur en 1956, coproduit par la RKO (avec Robert Stack et Virginia Mayo).
En tout, de 1931 à 1960, Edmund Grainger produit soixante-huit films américains, le dernier étant La Ruée vers l'Ouest d'Anthony Mann (avec Glenn Ford et Maria Schell), après lequel il se retire quasiment. Il revient toutefois à la production pour le compte de l'American International Pictures, à l'occasion de l'ultime film de Vincente Minnelli, Nina (avec Charles Boyer et Ingrid Bergman), sorti en 1976.

## Filmographie partielle

### Comme assistant-réalisateur
- 1927 : The Joy Girl d'Allan Dwan
- 1929 : The Ghost talks de Lewis Seiler
- 1930 : Man Trouble de Berthold Viertel

### Comme producteur
- 1931 : Holly Terror d'Irving Cummings

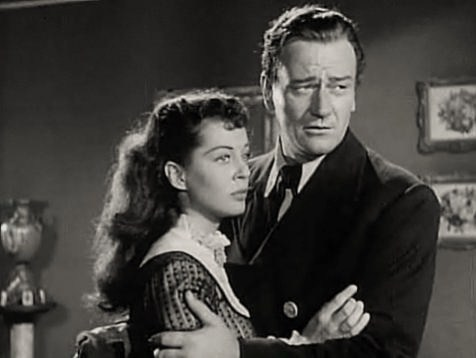
Gail Russell et John Wayne, dans
Le Réveil de la sorcière rouge (1948)

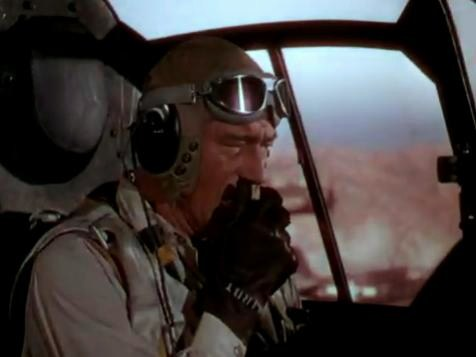
John Wayne, dans Les Diables de Guadalcanal (1951)

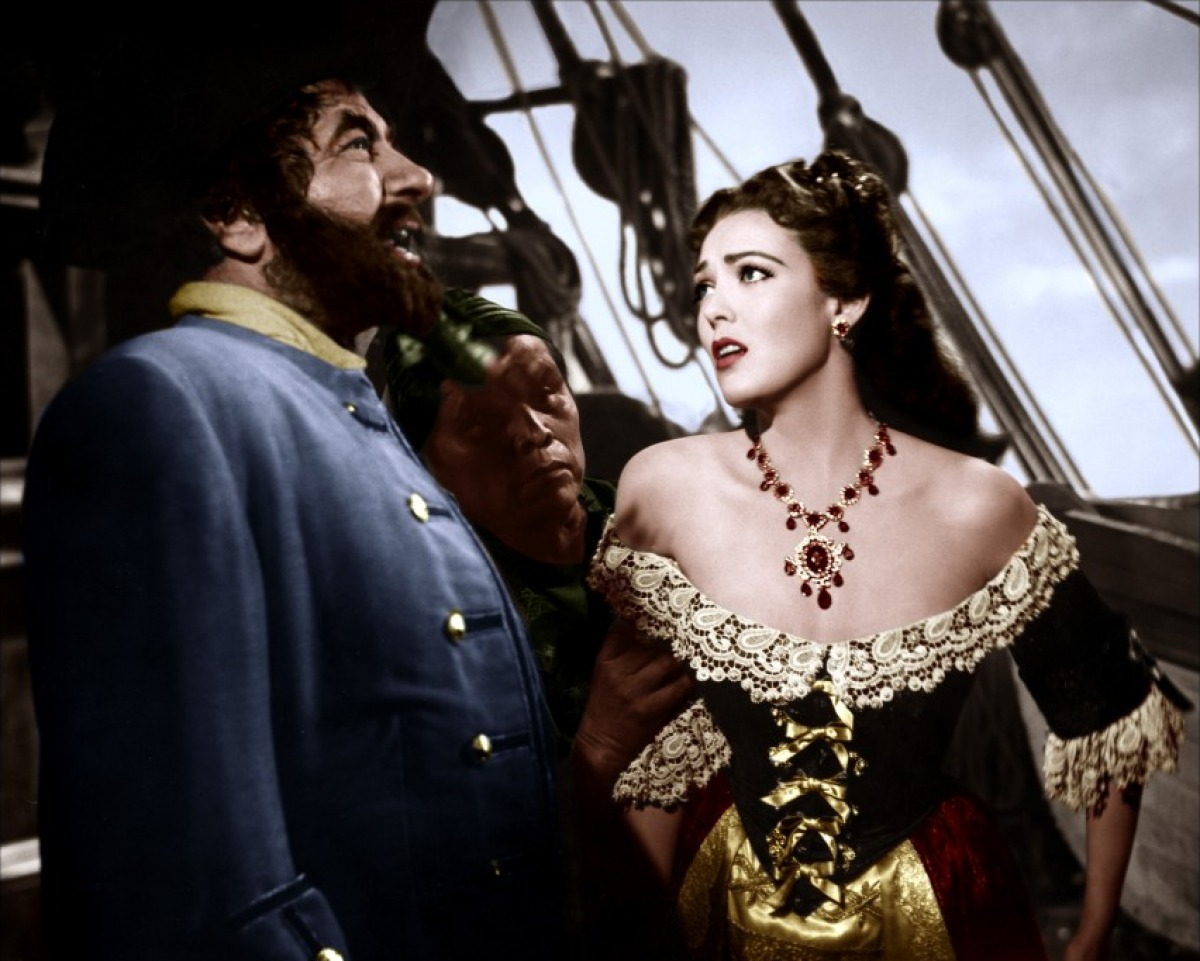
Robert Newton et Linda Darnell, dans Barbe-Noire, le pirate (1952)

- 1932 : The Gay Caballero d'Alfred L. Werker
- 1934 : Madame Spy de Karl Freund
- 1934 : Affairs of a Gentleman d'Edwin L. Marin
- 1934 : Half a Sinner (en) de Kurt Neumann
- 1935 : Mystery of Edwin Drood de Stuart Walker
- 1935 : The Great Impersonation d'Alan Crosland
- 1935 : Diamond Jim d'A. Edward Sutherland
- 1936 : Ce que femme veut (Love before Breakfast) de Walter Lang
- 1936 : Le Rayon invisible (The Invisible Ray) de Lambert Hillyer
- 1936 : Sutter's Gold de James Cruze
- 1936 : La Brute magnifique (Magnificent Brute) de John G. Blystone
- 1937 : Let Them Live d'Harold Young
- 1937 : Après (The Road Back) de James Whale
- 1937 : A Girl with Ideas (en) de S. Sylvan Simon
- 1938 : Cour d'assises (The Jury's Secret) d'Edward Sloman
- 1938 : Service de Luxe (titre original) de Rowland V. Lee
- 1939 : La Maison de l'épouvante (The House of Fear) de Joe May
- 1940 : Flight Angels (en) de Lewis Seiler
- 1940 : The Man who talked too much de Vincent Sherman
- 1940 : Lady with Red Hair de Curtis Bernhardt
- 1941 : Knockout (en) de William Clemens
- 1941 : Thieves Fall Out (en) de Ray Enright
- 1941 : Highway West de William C. McGann
- 1941 : Steel against the Sky d'A. Edward Sutherland
- 1942 : Le Retour de Bill Hickok (Wild Bill Hickok Rides) de Ray Enright
- 1942 : Les Tigres volants (Flying Tigers) de David Miller
- 1947 : The Fabulous Texan (en) d'Edward Ludwig
- 1948 : Le Réveil de la sorcière rouge (Wake of the Red Witch) d'Edward Ludwig
- 1949 : Iwo Jima (Sands of Iwo Jima) d'Allan Dwan
- 1951 : The Racket de John Cromwell
- 1951 : Les Diables de Guadalcanal (Flying Leathernecks) de Nicholas Ray
- 1952 : Une minute avant l'heure H (One Minute to Zero) de Tay Garnett
- 1952 : Barbe-Noire, le pirate (Blackbeard the Pirate) de Raoul Walsh
- 1953 : Même les assassins tremblent (Split Second) de Dick Powell
- 1953 : Passion sous les tropiques (Second Chance) de Rudolph Maté
- 1953 : French Line (The French Line) de Lloyd Bacon
- 1953 : La Nuit sauvage (Devil's Canyon) d'Alfred L. Werker
- 1955 : Le Trésor de Pancho Villa (The Treasure of Pancho Villa) de George Sherman
- 1956 : L'Or et l'Amour (Great Day in the Morning) de Jacques Tourneur
- 1956 : Le Bébé de Mademoiselle (Bundle of Joy) de Norman Taurog
- 1958 : La Vallée de la poudre (The Sheepman) de George Marshall
- 1958 : La Dernière Torpille (Torpedo Run) de Joseph Pevney
- 1959 : Vertes Demeures (Green Mansions) de Mel Ferrer
- 1959 : La Proie des vautours (Never So Few) de John Sturges
- 1960 : Celui par qui le scandale arrive (Home from the Hill) de Vincente Minnelli
- 1960 : La Ruée vers l'Ouest (Cimarron) d'Anthony Mann
- 1976 : Nina (A Matter of Time) de Vincente Minnelli